# Lippe (Schiff, 1914)
Die Lippe war einer von zwölf Frachtern der Rheinland-Klasse, die der Norddeutsche Lloyd in Auftrag gab und die in den Jahren 1912 bis 1915 fertiggestellt wurden. Sie wurde 1919 als Kriegsentschädigung an Großbritannien ausgeliefert und fuhr bis 1929 bzw. 1933 als Tresithney bzw. Pipiriki unter britischer Flagge.

## Bau und technische Daten
Das Schiff lief am 8. August 1914 bei der Flensburger Schiffbau-Gesellschaft mit der Baunummer 341 vom Stapel und wurde am 2. Februar 1915 abgeliefert. Es war 144,01 m lang und 18,07 m breit und hatte 8,14 m Tiefgang und 8,71 m Seitenhöhe. Es war mit 6714 BRT und 4162 NRT vermessen. Eine Dreifachexpansions-Dampfmaschine der Flensburger Schiffsbau-Gesellschaft von 4000 PS ermöglichte über eine Schraube eine Geschwindigkeit von 12 Knoten. Wie alle ihre Schwesterschiffe ab der Waldeck verfügte die Waldeck über eine Kabinenausrüstung für 6 Passagiere der I. Klasse. Das Schiff war, wie seine Schwesterschiffe, für den Linienfrachtdienst nach Australien und Neuseeland vorgesehen.

## Geschichte
Da das Schiff erst nach dem Ausbruch des Ersten Weltkriegs fertiggestellt und ausgeliefert wurde, kam es nicht mehr wie vorgesehen zum Einsatz, sondern verbrachte die Kriegsjahre als Auflieger.
Am 2. April 1919 wurde es als Reparationsleistung an Großbritannien ausgeliefert. Der britische Shipping Controller wies es der Reederei Cairns, Noble & Co. zur Bereederung zu. Am 1. Februar 1921 wurde das Schiff für 120,000 £ von der Hain Steamship Company, einer Tochtergesellschaft der P&O Gruppe, gekauft und in Tresithney umbenannt. Es fuhr zwischen Europa und Australien/Neuseeland. Am 16. November 1922 kollidierte das Schiff beim Auslaufen aus Antwerpen mit dem schwedischen Dampfer Carl O Kjellberg. Am 16. November 1924 wurde das Schiff an die Federal Steam Navigation Company in London verkauft, ebenfalls eine Tochter der P&O, die es einer weiteren P&O-Tochter, der New Zealand Shipping Company, zur Bereederung übergaben. Dabei erhielt das Schiff den neuen Namen Pipiriki. Es verkehrte weiterhin zwischen Neuseeland, Australien und Westeuropa.
Am 15. November 1929 lief die Pipiriki bei der Ankunft aus Port Pirie (Australien) in Swansea (Wales) auf Grund. Die dabei erlittenen Beschädigungen waren schwer genug, dass sich die Reparatur inmitten der Weltwirtschaftskrise sich nicht rentierte, und das Schiff wurde im Dezember 1929 im River Fal nördlich von Falmouth aufgelegt. Am 9. November 1933 wurde es schließlich für 7,300 £ an die Abbruchwerft Ditta L. Pittaluga Vapori in Genua verkauft, wo es am 3. Dezember 1933 ankam und 1934 verschrottet wurde.